# Feuerkehlkolibri
Der Feuerkehlkolibri (Panterpe insignis) ist ein Vogel aus der Familie der Kolibris (Trochilidae) und die einzige Art der somit monotypischen Gattung Panterpe. Er kommt vom Nordwesten von Costa Rica bis nach Panama vor. Der Bestand wird von der IUCN als „nicht gefährdet“ (least concern) eingestuft.

## Merkmale
Der Feuerkehlkolibri erreicht eine Körperlänge von etwa 11 cm bei einem Gewicht von ca. 5,7 g. Der Oberkopf ist königsblau, während die Seiten des Kopfes und der Nacken schwarz gefärbt sind. Der Rücken ist grün. Die oberen Schwanzdecken sind bläulich und gehen am Schwanz in Dunkelblau über. Die Kehle glitzert rosig kupferorange, was in der Mitte der Brust in Violettblau übergeht. Der Bauch ist grün bis bläulich. Der schwarze Schnabel ist an der Basis des Unterschnabels rosa gefärbt.
Jungtiere ähneln den ausgewachsenen Feuerkehlkolibris, weisen aber rostfarbene Säume an Gesicht- und Nackenfedern auf.

## Verbreitung und Lebensraum
Man findet Feuerkehlkolibris in der Nähe höherer Berge in der Cordillera de Guanacaste am Vulkan Miravalles bis nach Panama. Hier bewegen sie sich in den nördlichen Kordilleren in Höhenlagen um 1400 Meter und in der Cordillera de Talamanca um 2000 Meter. Nach der Brut findet man sie aber auch in Höhen runter bis 750 Meter vor.

## Verhalten
Feuerkehlkolibris bewegen sich vorwiegend in den Kronen von Waldbäumen. Hin und wieder machen sie Ausflüge zu Sträuchern an Waldrändern, auf Lichtungen und in der Sekundärvegetation. Sie bevorzugen die Blüten von Epiphyten, besonders von Heidekrautgewächsen wie Cavendishia und Macleania oder Gestrüpp wie das zu den Glockenblumengewächsen gehörende Centropogon. Oft stechen sie lange, röhrenförmige Blüten an, um an den Nektar zu gelangen, oder nutzen die Löcher, die bereits von Hakenschnäbeln (Diglossa) oder Hummeln gebohrt wurden. Sie sind sehr lebhaft, lautstark und aggressiv unterwegs und verteidigen nahrungsreiche Pflanzen.

## Lautäußerungen
Der Ruf der Feuerkehlkolibris hört sich wie ein Gemisch aus hohem, flüssigem bis scharfem und durchdringendem Gezwitscher, Klappern und Schwirren an. Bei den Männchen ist keine wirkliche Melodie zu erkennen. In der Balz geben sie einen summenden Laut von sich.

## Fortpflanzung
Die Männchen der Feuerkehlkolibris helfen bei der Brut und teilen während dieser Zeit ihre Futterpflanzen mit den Weibchen. Das Nest ist ein unförmiger Kelch aus Baumfarnfasern, fedrigen Pflanzenteilen und Spinnengeweben. Die Außenseiten bedecken sie dicht mit Moos und Flechten. Sie bauen ihr Nest in 2 bis 4 Metern Höhe an der Spitze von Bambusstängeln oder an über Böschungen baumelnden Wurzeln.

## Unterarten

Verbreitungskarte des Feuerkehlkolibris

Derzeit werden zwei Unterarten unterschieden:
- Panterpe insignis  insignis Cabanis & Heine, 1860. Die Nominatform ist vom nördlichen zentralen Costa Rica in der Cordillera de Tilarán bis in den Westen Panamas verbreitet.
- Panterpe insignis  eisenmanni Stiles, 1985. Diese Unterart kommt nur im Nordwesten Costa Ricas in der Cordillera de Guanacaste  vor. Sie unterscheidet sich durch sehr viel deutlichere blauviolette Färbung an Bauch, Brust und oberen Schwanzdecken. Der Oberkopf ist deutlich schwärzer als bei der Nominatform, wobei sich das Schwarz bis in den oberen Bereich des Rückens zieht. Außerdem hat sie einen deutlich kürzeren Schnabel.[4]

## Etymologie und Forschungsgeschichte
Jean Louis Cabanis und Ferdinand Heine beschrieben den Kolibri unter dem heute gültigen Namen Panterpe insignis. Das Typusexemplar stammte aus dem Zoologischen Museum in Berlin und war von Karl Hoffmann in Costa Rica gesammelt worden.
Das Wort Panterpe stammt vom griechischen Wort παντερπής panterpēs für „vollkommen entzückend“ ab. Das lateinische Wort insignis steht für  „außergewöhnlich, beachtenswert“. Das Wort eisenmanni ehrt den amerikanisch-panamaischen Ornithologen Eugene Eisenmann (1906–1981), dem Frank Gary Stiles dafür dankt, dass er ihn motivierte, diese Nachforschungen anzustellen, obwohl diese Art der Forschung in Forscherkreisen nur noch geringes Ansehen genießt.